# 哈德森鎮區 (北達科他州迪基縣)
哈德森鎮區（英語：Hudson Township）是位於美國北達科他州迪基縣的一個鎮區。

## 地方資料
哈德森鎮區的面積為88.75平方千米，當中陸地面積為87.91平方千米，而水域面積為0.84平方千米。根據2020年美國人口普查的數據，當地共有人口81人，而人口密度為每平方千米0.91人。